# Asteropaios (Sohn des Pelegon)
Asteropaios (altgriechisch Ἀστεροπαῖος Asteropaíos), Sohn des Pelegon und Enkel des Axios, ist eine Figur der griechischen Mythologie.
Bei der Belagerung Trojas kämpfte er als Anführer der Paionier aufseiten der Verteidiger. Als er in den Fluten des Skamandros auf Achilleus traf, stand ihm der Flussgott bei. Dieser jedoch musste schließlich vor Hephaistos zurückweichen, und Asteropaios wurde von Achilleus getötet.